# Maleniec (Końskie)
Pour les articles homonymes, voir Maleniec.
Maleniec est une localité polonaise de la gmina de Ruda Maleniecka, située dans le powiat de Końskie en voïvodie de Sainte-Croix.